# Buon Natale (Ivana Spagna)
Buon Natale è un album di canzoni natalizie della cantante Spagna pubblicato nel 2010 per l'etichetta Groove SRL.

## Tracce
1. All I Want for Christmas Is You
2. Last Christmas
3. Jingle Bells
4. Silent Night
5. Santa Claus Is Coming to Town
6. Se crederai (When you believe)
7. You'll be in my heart
8. Il mondo è mio (A whole new world)
9. I colori del vento (Colors of the wind)
10. Il cerchio della vita (Circle of life)
11. Restiamo insieme
12. Goccia di mare (I colori dell'amore)